# Anton Vašek
Anton Vašek (29. dubna 1905 Hrubá Borša – 30. července 1946 Bratislava) byl úředník Slovenského štátu, známý pod přezdívkou „Židovský král“.
Vystudoval práva na Univerzitě Komenského v Bratislavě, angažoval se ve studentských organizacích i v Hlinkově slovenské ľudové straně, za kterou v roce 1935 neúspěšně kandidoval do parlamentu. Působil jako notář a redaktor časopisu Hlas slovenskej samosprávy, v dubnu 1942 byl jmenován do čela čtrnáctého odboru slovenského ministra vnitra, zaměřeného na realizaci protižidovských nařízení. Vydal knihy propagující deportace Židů ze Slovenska, osobně se účastnil zatýkání a rozhodoval o tom, kdo bude vyvezen do německých koncentračních táborů. Nashromáždil značné sumy od majetných Židů, kteří mu platili za vyřazení z transportů, v mnoha případech však po inkasování úplatku slib nesplnil, naopak žádal pokračování deportací i poté, co od nich slovenské úřady upustily. Po válce byl jako válečný zločinec odsouzen k trestu smrti a oběšen.